# Commatarcha galicicae
Commatarcha galicicae — вид лускокрилих комах родини карпосинід (Carposinidae). Описаний у 2023 році.

## Поширення
Поширений у Південно-Східній Європі. Описаний із зразків, взятих у двох місцевостях: на горі Галичиця в Північній Македонії та Дубова в Румунії.

## Опис
За зовнішніми ознаками нагадує деякі азійські види цього роду, а також американський вид Bondia comonana. У статевих органах обох статей він схожий на Commatarcha oresbia Diakonoff, 1989, але помітно відрізняється за кольором і малюнком переднього крила. Незрілі стадії цього виду невідомі.